# Edward Givens
Edward Galen „Ed“ Givens, Jr. (* 5. Januar 1930 in Quanah, Texas; † 6. Juni 1967 in Pearland bei Houston, Texas) war ein amerikanischer Astronautenanwärter und Major der United States Air Force (USAF). 

## Karriere
Givens trat in die USAF ein, nachdem er im Jahr 1952 die United States Naval Academy und das Flugtraining beim USAF Air Training Command erfolgreich absolvierte. Zwei Jahre später, im Jahr 1954, war er der Flight Commander und Kampfpilot in der 35th Fighter Interceptor Group in Japan. Zudem diente er von Januar 1956 bis März 1958 als Ausbilder auf der USAF Interceptor Weapons School.
Anschließend besuchte er die USAF Experimental Flight Test Pilot School auf der Edwards Air Force Base in Kalifornien. Sein nächster Einsatz führte ihn zur Naval Air Station Point Mugu, wo er neue Taktiken und Flugoperationen mit dem Jagdflugzeug F8U-2N entwickelte. Von November 1961 bis September 1962 war er Assistent des Kommandanten der USAF Experimental Flight Test Pilot School. Danach besuchte er die USAF Aerospace Research Pilot School, die er 1963 erfolgreich abschloss.
Im Jahr 1966 wurde Givens schließlich als Astronaut für die NASA ausgewählt. Nachdem er das Astronautentraining erfolgreich beendet hatte, wurde er für die Unterstützungsmannschaft von Apollo 7 ausgewählt.
Am 6. Juni 1967 verstarb Edward Givens an den Folgen eines Verkehrsunfalls mit seinem Volkswagen Käfer, als er von dem Treffen der Society of Experimental Test Pilots nach Hause fuhr.
Insgesamt absolvierte Edward Givens mehr als 3.500 Flugstunden, davon ca. 2.800 in düsengetriebenen Flugzeugen.